# Lista locurilor în Bălți
Această listă prezintă cele mai importante locuri din Bălți.

## Clădiri istorice
- Casa Bodescu
- Casa Hagi Marcarov

## Edificii religioase
- Catedrala Sfântul Nicolae
- Biserica Armenească
- Biserica Sfânta Cuvioasă Parascheva
- Catedrala Sfinții Împărați Constantin și Elena

## Monumente și statui
- Statuia lui Ștefan cel Mare
- Bustul lui Mihai Eminescu
- Bustul lui Vasile Alecsandri

## Clădiri culturale
- Teatrul Național Vasile Alecsandri
- Palatul municipal de cultură
- Centrul de cultură și tineret
- Palatul de cultură „Flacăra”
- Palatul de cultură „Molodova”
- Pinacoteca „A. Cantemir”

## Piețe
- Piața Independenței
- Piața Vasile Alecsandri
- Piața Bina

## Muzee
- Muzeul de Istorie și Etnografie

## Parcuri și spații verzi
- Parcul Central
- Parcul Andrieș

## Cimitire
- Cimitirul orășenesc

## Cinematografe
- Patria

## Complexe comerciale
- UNIC (fostul magazin central universal)
- Elite
- Elite2
- BUM
- BOMBA
- PLAZA
- MIR
- METRO

### Galerii
- Pinacoteca